# Odette Tchernine
Odette Tchernine, född i Paris, troligen 3 oktober 1896, död i april 1992 i distriktet Ealing i västra London, var en brittisk författare, poet, kryptozoolog och journalist. Hennes böcker har utgivits på engelska och spanska.

## Biografi
Tchernine var äldsta barnet till den ryske investeraren Dimitri Tchernine (även stavat Dmitry Chernin) och hans franska hustru Yvonne. De hade två barn, Odette, och hennes yngre bror Serge Tchernine, född 1902. Brodern dog, 39 år gammal, 22 oktober 1940 under blitzen när varuhuset Whiteleys bombades.
Hon växte upp i Kensington.

## Karriär
Tchernine är mest känd för sina böcker om den förskräcklige snömannen, eller yeti; till exempel In Pursuit of the Abominable Snowman och The Snowman and Company. Hon står omnämnd i Cryptozoology A To Z: The Encyclopedia Of Loch Monsters Sasquatch Chupacabras And Other Authentic Mysteries of Nature, men hon medverkade även i monsterdokumentären Manbeast! Myth or Monster? Under första världskriget utgav hon ett flertal pjäser, bland annat Michael Makes Good 1917, Back Windows 1918, The Kaiser, The Dream And The Devil 1918, The Return 1918 och The Test 1918. Det finns dock inga bevis på att de satts upp, förutom The Test som specialmatiné vid Savoy Theatre. Hon publicerade kortare noveller i några tidningar på 1930-talet och arbetade som frilansjournalist på 1950-talet. Hon höll workshops för unga författare på The Poetry Society vid Earl's Court i London och publicerade poesi ännu på 1960-talet.
1974 kallade tidningen The London Daily Mirror henne för "en av Storbritanniens mest formidabla monsterjägare".

### Bemötande
Hennes böcker kritiserades av samtida akademiker. Richard Carrington kallade hennes hantering av yetifrågan i en recension från 1962 av The Snowman and Company för okritisk och poängterade att hon inte presenterat några pålitliga källor för yetins existens. Christoph von Fürer-Haimendorf sade en recension 1972 att Tchernines data var alltför motsägelsefull och vag för att kunna ses som användbar.
In Pursuit of the Abominable Snowman fick även den dålig kritik av den amerikanska embryologen och vetenskapshistorikern Jane M. Oppenheimer som bland annat skrev att de data hon samlat i frågan var mestadels från dubiösa ryska källor och var både anekdotiska och tvetydiga. Hon påtalade att en specialist borde ställa mycket högre krav på sina källor.